# ФК Сюрианска
Сюрианска Футбол Клъб (първата на шведски, другите две на английски: Syrianska Football Club) е шведски футболен отбор от град Сьодертеле. Клубът е създаден през 1977 г. от сирийски и турски емигранти. Състезава се във второто ниво на шведския футбол групата Суперетан.

## Български футболисти
- Никола Гавов: 2020/21 - (0 мача - 0 гола)